# Ізейка
Ізе́йка (Пуштовайка, Пуровайка; рос. Изейка) — річка в Удмуртії (Увинський район), Росія, права притока Уви.
Довжина річки становить 16 км. Бере початок біля кордону району, на південний схід від колишнього присілку Тальяни Селтинського району. Протікає спочатку на південь, потім повертає на південний схід. Впадає до Уви на території селища Ува. Береги заліснені, місцями заболочені. Приймає декілька дрібних приток. Збудовано ставки. У верхній течії на лівому березі створено базу відпочинку.
Над річкою розташовано присілки Темкіно, Узей-Тукля та селище Ува.